# Рева Вільямс
Ріва Кей Вільямс — астрофізик-теоретик. Перша людина, яка успішно розробила процес Пенроуза, використовуючи теорію відносності Ейнштейна для отримання енергії з чорних дір. Крім того, Кей перша чорношкіра американка, яка здобула ступінь доктора філософії з теоретичної астрофізики. Її робота зосереджена на загальній релятивістській астрофізиці.

## Молодість і освіта
Народилася в Мемфісі, штат Теннессі, у 6 років переїхала до Чикаго. 1977 року здобула ступінь магістра гуманітарних наук у коледжі Малкольма Ікс, а 1980 року — ступінь бакалавра астрономії в Північно-західному університеті. Здобула ступінь магістра та доктора філософії в Блумінгтонському університеті Індіани, коли 1991 року здобула ступінь, то стала першою чорношкірою американкою зі ступенем доктора з теоретичної астрофізики.

### Процес Пенроуза
Після публікації своєї докторської дисертації 1991 року стала першою людиною, яка розробила процес Пенроуза для чорних дір. 1995 року опублікувала статтю в «Фізичний огляд Д» про дослідження своєї докторської дисертації. Її розрахунки пояснили, що струмені чорних дір випускаються як торнадоподібні котушки високоенергетичних фотонів і релятивістських електронів, і оскільки чорні діри втягують простір-час в обертання поблизу своїх ядер, вони також можуть створювати нерівномірні струмені.
У квітні 2004 року опублікувала лист «Слово темношкірої жінки-релятивістського астрофізика: уточнюємо інформацію щодо чорних дір», у якому розповідала про свій досвід у галузі фізики чорних дір і відсутність зазначення її авторства у працях іншихі.

## Постдокторська кар'єра

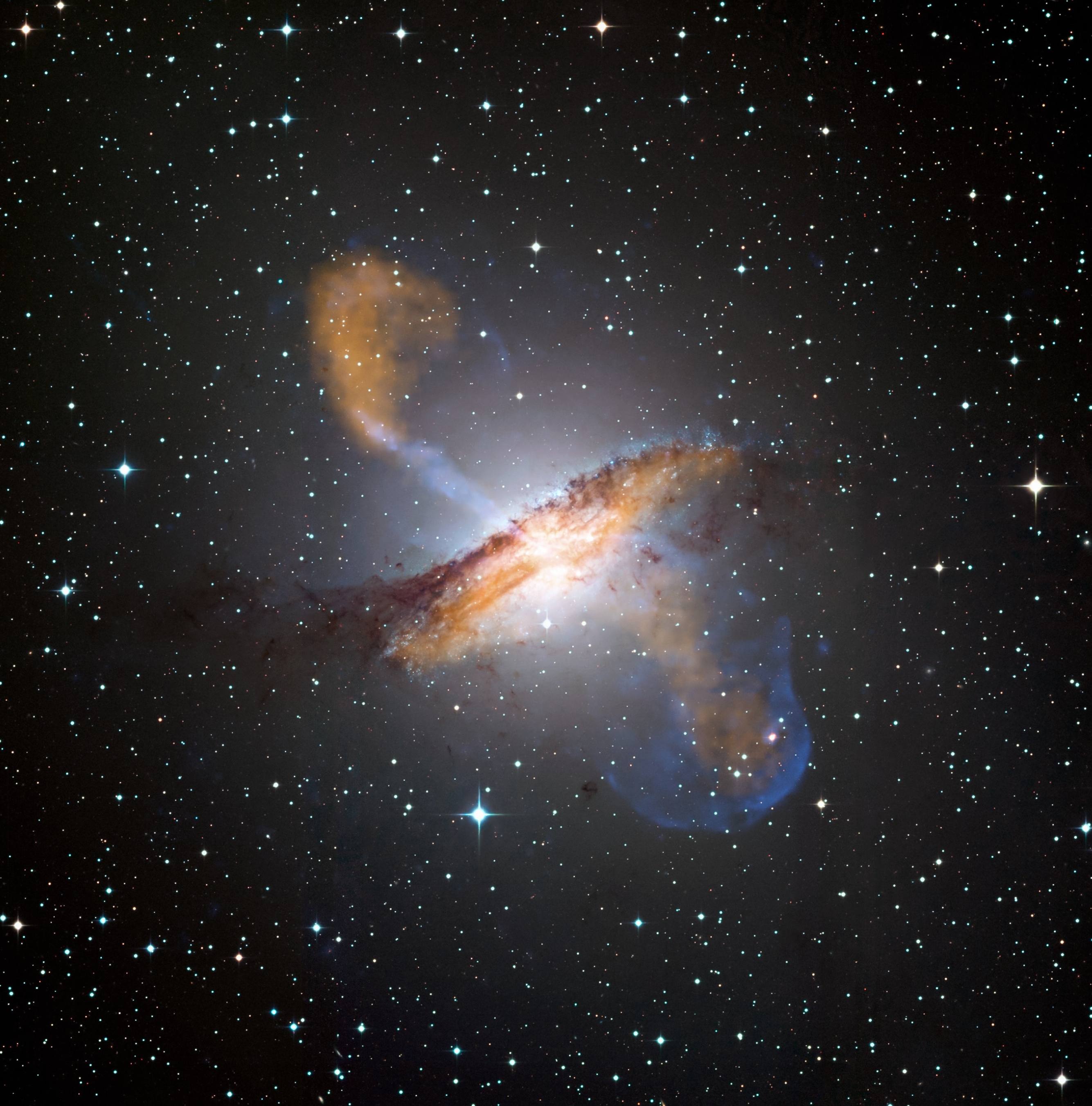
Вільямс була першою людиною, яка успішно розробила процес Пенроуза, який пояснює, як можна добувати енергію з чорної діри. Вгорі вражаючий вид витікання чорної діри з радіогалактики Центавр А.

Нагороджена стипендією Національної дослідницької ради Форда для постдокторських меншин і була асоційованим співробітником Університету Флориди з 1993 по 1996 рік. У січні 1997 року її запросили працювати доцентом фізики в Аграрно-технічному державному університеті Північної Кароліни (Північна КаролінаA&T), а 1998 року стала доцентом астрофізики та директором Центру жінок і науки в коледжі Беннетта, обіймаючи цю посаду до 2001 року.
2000 року отримала грант на роботу з Робертом М. Х'єлмінгом в Аспені, Колорадо та Сокорро, Нью-Мексико, для вивчення мікроквазарів. У той час вона вважалася єдиною чорношкірою американською жінкою-астрофізиком у США, а станом на 2004 рік була однією з небагатьох жінок у світі, які досліджували чорні діри.
2009 року отримала грант Національного наукового фонду на «дослідження реактивної структури та генерування енергії квазарами й іншими активними галактичними ядрами (AGN), мікроквазарами та спалахами гамма-випромінювання, усі з яких, як вважають, працюють від обертання (Керра) чорних дір».
З 2009 року працює асистентом-доцентом в Університеті Толедо. Її постійні наукові інтереси — релятивістська астрофізика, загальна теорія відносності, космологія та позагалактична астрономія.
Виступила з пленарною промовою на конференції з астробіології AbSciCon навесні 2022 року, організованій Американським геофізичним союзом і NASA.